# Нова Брезовица
Нова Брезовица или Брезовица (на сръбски: Нова Брезовица или Nova Brezovica) е село в Югоизточна Сърбия, Пчински окръг, Град Враня, община Враня.

## География
Селото се намира в планината Кочура. По своя план е пръснат тип селище, съставено от махали и отделни къщи, разположени по протежението на десния бряг на река Кочурица. Отстои на 23 km югоизточно от общинския и окръжен център Враня, на 3 km източно от село Барелич, на 9 km югоизточно от търговишкото село Нови Глог и на 3,5 km южно от село Стара Брезовица.

## История
По време на Първата световна война селото е във военновременните граници на Царство България, като административно е част от Бояновска околия на Кумановски окръг.

## Население
Според преброяването на населението от 2011 г. селото има 81 жители.

### Етнически състав
Данните за етническия състав на населението са от преброяването през 2002 г.
- сърби – 125 жители (100%)